# قائمة خربشات جوجل في 2014
خربشة جوجل هي نسخة فنية من شعار جوجل. وتوضع في موقع جوجل للاحتفال بحدث أو شخصية ما.

## يناير
- 15 يناير: خربشة جوجل لعالمة السلوك الحيواني ديان فوسي بجوار حيوان الغوريلا؛ احتفالا بيوم ميلاد ديان فوسي.[1]

## فبراير
- 7 فبراير: احتفل محرك «جوجل»، على طريقته الخاصة، بانطلاق دورة الألعاب الأولمبية الشتوية 2014.[2]

## مارس
- 20 مارس: احتفل محرك «جوجل» بالاعتدال الربيعي وهو الزمن الذي يتساوى فيه الليل والنهار وذلك بوضع صورة متحركة لرجل يروي أشجار.[3]

## أبريل
- 14 أبريل: احتفل محرك جوجل بالذكرى الـ888 لميلاد العالم المسلم ابن رشد.[4]

## مايو
19 مايو: احتفل محرك “جوجل” بمرور 40 عاماً على اختراع مكعب روبيك أشهر لعبة ذهنية في العالم خلال العقود الأخيرة، والأكثر مبيعاً أيضاً.

## يونيو
- 12 يونيو: احتفل موقع جوجل للبحث بانطلاق اليوم الأول لإفتتاحية مباريات كاس العالم 2014 النسخة العشرون المقامة في البرازيل.[6]

## يوليو
- 20 يوليو: احتفل محرك جوجل بالذكرى الـ 103 على ميلاد الأديبة والكاتبة والناقدة المصرية سهير القلماوي.[7]

## أغسطس
- 12 أغسطس: احتفل محرك البحث جوجل بظاهرة شهب البرشاويات، التي ترصد سنويا 12 أغسطس من كل عام.[8]

## سبتمبر
- 23 سبتمبر: تغيرت واجة محرك جوجل احتفالاً باليوم الوطني السعودي الرابع والثمانون وتم وضع صورة لقصر المصمك.[9]

## أكتوبر
- 6 أكتوبر: احتفل محرك «جوجل»، بالذكرى الـ100 لميلاد الرحالة النرويجي ثور هايردال حيث وضع «جوجل» صورة لمغامرات «ثور» على صحفته الرئيسية.[10]

## نوفمبر
- 9 نوفمبر: احتفل محرك جوجل بالذكرى الـ25 لسقوط جدار برلين وكان جدارًا طويلاً يفصل شطرى برلين الشرقى والغربى والمناطق المحيطة في ألمانيا الشرقية.[11]

## ديسمبر
- 31 ديسمبر: احتفل محرك “جوجل” بالعام الجديد 2015 مودعاً عام 2014 حيث يعرض على صفحته صورا لتحول حروف كلمة “Google” إلى 2014.[12]